# 汤姆·萨瑟兰
汤姆·萨瑟兰（英語：Tom Sutherland，？—），新西兰男子射击运动员，主攻步枪。他曾代表新西兰参加1966年大英帝国和英联邦运动会射击比赛，获得一枚铜牌。